# 伊泰集团
內蒙古伊泰集團有限公司，簡稱內蒙古伊泰集團，以及伊泰集團（英語：INNER MONGOLIA YITAI GROUP COMPANY LIMITED），在1988年，由张双旺創立專門除了在內蒙古經營煤炭、鐵路行業外，還經營房地產、製藥、太陽能等行業。

## 历史
總部位於内蒙古鄂尔多斯市东胜区天骄北路伊泰大厦。而在1997年8月8日，把旗下內蒙古伊泰煤炭股份有限公司分拆在上海證券交易所，以發行16600万B股，募集资金5.2亿元人民幣上市，也是首家以純煤炭行業使用美元結算上市。

## 連結
- YitaiGroup.com （页面存档备份，存于）